# 19 de l'Unicorn
19 de l'Unicorn (19 Monocerotis) és un estel situat en la constel·lació de l'Unicorn de magnitud aparent +4,99. D'acord amb la nova reducció de les dades de paral·laxi d'Hipparcos (2,68 ± 0,22 mil·lisegons d'arc), està a 1270 anys llum del Sistema Solar, encara que un altre estudi basat en la línia CaII de l'espectre, redueix aquesta distància a 236 parsecs (770 anys llum).
19 de l'Unicorn és un estel blanc-blavós de la seqüència principal de tipus espectral B1V. Té una temperatura efectiva de 23.370 - 25.400 K i brilla amb una lluminositat bolomètrica —en tot l'espectre electromagnètic— gairebé 16.000 vegades superior a la del Sol. El seu diàmetre angular és de 0,156 mil·lisegons d'arc, la qual cosa correspon a un diàmetre unes 6,5 vegades més gran que el diàmetre solar. Encara que gira sobre si mateix a gran velocitat, la seva velocitat de rotació projectada és de 265 km/s, està encara lluny de la seva velocitat crítica —per sobre de la qual l'estel es desintegraria— de 462 km/s. Presenta un contingut metàl·lic més alt que el Sol ([M/H] = +0,15). És un estel massiu, amb una massa estimada de 12,3 ± 0,2 masses solars i una edat aproximada de 10,1 milions d'anys.

## Variabilitat
19 de l'Unicorn és un estel variable del tipus Beta Cephei, rebent el nom, quant a variable, de V637 de l'Unicorn. Aquestes variables experimenten petites fluctacions de lluentor —normalment iguals o inferiors a 0,03 magnituds— a causa de pulsacions en la seva superfície. No obstant això, la variació de lluentor de 19 de l'Unicorn aconsegueix les 0,05 magnituds, sent el seu període de 0,1912 dies (4,59 hores).